# Ray McCallum (1991)
Ray Michael McCallum jr. (Detroit, 12 giugno 1991) è un cestista statunitense.

## Carriera

### NCAA (2010-2013)
Ha giocato per tre anni con i Detroit Titans, squadra della Division I della NCAA.

### NBA (2013-2017)

#### Sacramento Kings (2013-2015)
È stato scelto nel Draft NBA 2013 dai Sacramento Kings, che il 18 luglio 2013 gli hanno fatto firmare il primo contratto professionistico della sua carriera. Nella parte iniziale della stagione 2013-2014 ha fatto parte del roster dei Kings, ed il 21 novembre è stato mandato ai Reno Bighorns, squadra della NBDL affiliata ai Kings, prima ancora di essere riuscito ad esordire in NBA con la squadra californiana. Gioca la sua prima partita in NBDL il 22 novembre 2013 contro i Sioux Falls Skyforce, partendo in quintetto base e segnando 28 punti con anche 7 rimbalzi e 3 assist in 41 minuti. Dopo sole 3 partite con i Bighorns, chiuse con medie di 22 punti, 5 rimbalzi e 3,7 assist in 38 minuti di media a partita, viene richiamato dai Kings il 28 novembre. Dopo aver trascorso una settimana in D-League ha esordito in NBA il 6 dicembre 2013 in una sconfitta casalinga per 106-100 contro i Los Angeles Lakers, nella quale è stato in campo per 13 secondi. Il successivo 9 dicembre ha segnato i suoi primi 2 punti in carriera nella NBA, in una vittoria casalinga per 112-97 contro i Dallas Mavericks. Ha concluso la sua prima partita con una doppia cifra di punti segnati il 3 marzo 2014, quando ha segnato 15 punti in 30 minuti di gioco partendo dalla panchina. Nella parte finale di stagione a causa di alcuni problemi fisici dei playmaker titolare Isaiah Thomas ha giocato alcune partite in quintetto base, in una delle quali (il 31 marzo 2014 in una vittoria per 102-97 sul parquet dei New Orleans Pelicans) ha fatto registrare la prima doppia doppia della sua carriera mettendo a referto 22 punti ed 11 assist in 44 minuti di gioco. Chiude il suo anno da rookie con un totale di 45 partite in NBA, 10 delle quali in quintetto base, con medie di 6,2 punti, 1,8 rimbalzi, 2,7 assist, 0,5 palle recuperate e 0,2 stoppate di media a partita in 19,9 minuti di media.

#### San Antonio Spurs (2015-2016)
Il 9 luglio 2015 viene ceduto ai San Antonio Spurs in cambio di una futura seconda scelta al Draft NBA.
Esordisce con gli Spurs il 31 ottobre 2015 nella gara casalinga vinta per 102-75 contro i Brooklyn Nets; al termine di questa gara McCallum mette a referto 2 punti e 2 palle rubate.
Tuttavia a seguito di 31 presenze (di cui 3 da titolare) con la franchigia texana, il 29 febbraio 2016 McCallum viene tagliato.

#### Memphis Grizzlies (2016)
Il 13 marzo 2016 firma un contratto di 10 giorni con i Memphis Grizzlies bisognosi di un playmaker a causa dell'infortunio del playmaker titolare Mike Conley.
Scaduto il contratto il 23 marzo rinnova per altri 10 giorni. Tuttavia arrivati alla seconda scadenza la dirigenza dei Grizzlies decide di non rinnovargli il contratto.

#### Detroit Pistons e Grand Rapids Drive (2016-2017)
Il 27 luglio 2016 viene tesserato dai Detroit Pistons.
L'11 ottobre 2016 a metà della pre-season si infortuna il playmaker titolare dai Pistons, ovvero Reggie Jackson. Gli esami medici stabiliscono che Jackson rientrerà verso fine novembre, aprendo così le porte a un futuro roseo per Ray McCallum, anche se davanti a sé ha Ish Smith nel ruolo di playmaker (nelle gerarchie Ray sarebbe il terzo, con l'infortunio di Jackson avrebbe la possibilità di disputare più partite e minuti).
Ma il 25 ottobre 2016 accade un colpo di scena: la franchigia del Michigan taglia McCallum quasi contro tutti i pronostici che lo vedevano tra i 15 membri finali del roster, che poi verrà rimpiazzato dall'esperto playmaker sloveno, tagliato pochi giorni prima dai Miami Heat, Beno Udrih.
Il 31 ottobre verrà poi acquistato dai Grand Rapids Drive, squadra militante nella NBA Development League, affiliata proprio ai Detroit Pistons.

#### Parentesi a Charlotte (2017)
Il 4 febbraio 2017 firmò un contratto di 10 giorni con gli Charlotte Hornets. Alla fine del contratto rinnovò per altri 10 giorni con gli Hornets il 14 Febbraio, nonostante lui non avesse giocato alcuna partita con i calabroni. Il 24 Febbraio la franchigia della Carolina del Nord non rinnovò ulteriormente il contratto di McCallum che non giocò nemmeno una partita con loro.

### Ritorno ai Grand Rapids Drive (2017)
Dopo non aver rinnovato il proprio contratto con gli Hornets tornò a giocare nei Grand Rapids Drive.

### Europa
Il 1º agosto 2017 sbarca in Europa firmando un contratto con l'Unicaja Málaga. Il 13 luglio 2018, McCallum lascia la Spagna e firma per il Darüşşafaka, squadra turca che milita in Basketbol Süper Ligi e in Eurolega.

## Statistiche

### NCAA
| Anno      | Squadra        | PG  | PT  | MP   | TC%  | 3P%  | TL%  | RP  | AP  | PRP | SP  | PP   |
| --------- | -------------- | --- | --- | ---- | ---- | ---- | ---- | --- | --- | --- | --- | ---- |
| 2010-2011 | Detroit Titans | 33  | 33  | 33,3 | 44,0 | 31,3 | 69,1 | 4,7 | 4,9 | 1,6 | 0,2 | 13,5 |
| 2011-2012 | Detroit Titans | 36  | 35  | 33,7 | 45,8 | 24,0 | 76,6 | 4,5 | 4,0 | 1,6 | 0,2 | 15,4 |
| 2012-2013 | Detroit Titans | 33  | 33  | 36,6 | 49,1 | 32,3 | 71,7 | 5,1 | 4,5 | 1,9 | 0,6 | 18,7 |
| Carriera  | Carriera       | 102 | 101 | 34,5 | 46,5 | 29,0 | 72,3 | 4,8 | 4,4 | 1,7 | 0,3 | 15,9 |

#### Massimi in carriera
- Massimo di punti: 31 vs Eastern Michigan (11 dicembre 2010)[22]
- Massimo di rimbalzi: 13 vs Cleveland State (12 febbraio 2013)
- Massimo di assist: 10 (3 volte)
- Massimo di palle rubate: 5 (2 volte)
- Massimo di stoppate: 2 (5 volte)
- Massimo di minuti: 48 vs Albany (26 novembre 2010)

### NBA

#### Regular season
| Anno      | Squadra           | PG  | PT | MP   | TC%  | 3P%  | TL%  | RP  | AP  | PRP | SP  | PP  |
| --------- | ----------------- | --- | -- | ---- | ---- | ---- | ---- | --- | --- | --- | --- | --- |
| 2013-2014 | Sacramento Kings  | 45  | 10 | 19,9 | 37,7 | 37,3 | 74,4 | 1,8 | 2,7 | 0,5 | 0,2 | 6,2 |
| 2014-2015 | Sacramento Kings  | 68  | 30 | 21,1 | 43,8 | 30,6 | 67,9 | 2,6 | 2,8 | 0,7 | 0,2 | 7,4 |
| 2015-2016 | San Antonio Spurs | 31  | 3  | 8,3  | 40,3 | 31,3 | 90,0 | 1,0 | 1,1 | 0,2 | 0,1 | 2,2 |
| 2015-2016 | Memphis Grizzlies | 10  | 3  | 21,9 | 35,4 | 38,5 | 60,0 | 1,6 | 2,7 | 0,7 | 0,3 | 6,9 |
| Carriera  | Carriera          | 154 | 46 | 18,2 | 40,8 | 33,5 | 71,1 | 2,0 | 2,4 | 0,5 | 0,2 | 6,0 |

#### Massimi in carriera
- Massimo di punti: 27 vs Los Angeles Lakers (2 aprile 2014)[23]
- Massimo di rimbalzi: 9 vs Minnesota Timberwolves (7 aprile 2015)
- Massimo di assist: 10 (2 volte)
- Massimo di palle rubate: 4 vs Utah Jazz (5 aprile 2015)
- Massimo di stoppate: 2 (4 volte)
- Massimo di minuti: 48 vs Dallas Mavericks (29 marzo 2014)

### G League
| Anno      | Squadra         | PG | PT | MP   | TC%  | 3P%  | TL%  | RP  | AP  | PRP | SP  | PP   |
| --------- | --------------- | -- | -- | ---- | ---- | ---- | ---- | --- | --- | --- | --- | ---- |
| 2013-2014 | Reno Bighorns   | 7  | 7  | 35,8 | 46,2 | 39,3 | 67,9 | 3,4 | 4,3 | 2,0 | 0,3 | 20,0 |
| 2015-2016 | Austin Spurs    | 9  | 9  | 38,6 | 43,5 | 37,5 | 75,0 | 3,9 | 4,8 | 1,3 | 0,2 | 17,3 |
| 2016-2017 | G. Rapids Drive | 43 | 42 | 36,9 | 44,3 | 31,1 | 77,8 | 5,8 | 7,0 | 2,2 | 0,3 | 17,6 |
| 2018-2019 | A.C. Clippers   | 12 | 0  | 23,5 | 44,8 | 42,9 | 80,6 | 2,6 | 3,3 | 1,1 | 0,1 | 12,3 |
| 2020-2021 | Greens. Swarm   | 15 | 3  | 24,7 | 37,3 | 34,8 | 78,6 | 3,0 | 5,1 | 0,8 | 0,2 | 9,8  |
| Carriera  | Carriera        | 86 | 61 | 33,0 | 43,6 | 35,1 | 77,0 | 4,5 | 5,7 | 1,7 | 0,2 | 15,7 |

### Eurolega
| Anno      | Squadra     | PG | PT | MP   | TC%  | 3P%  | TL%  | RP  | AP  | PRP | SP  | PP  |
| --------- | ----------- | -- | -- | ---- | ---- | ---- | ---- | --- | --- | --- | --- | --- |
| 2017-2018 | Málaga      | 30 | 24 | 21,5 | 42,2 | 28,6 | 62,7 | 2,3 | 2,7 | 0,9 | 0,2 | 9,2 |
| 2018-2019 | Darüşşafaka | 16 | 9  | 22,0 | 39,4 | 28,6 | 67,9 | 3,7 | 4,1 | 0,9 | 0,2 | 9,4 |
| Carriera  | Carriera    | 46 | 33 | 21,7 | 41,1 | 28,6 | 64,2 | 2,8 | 3,2 | 0,9 | 0,2 | 9,3 |

### Eurocup
| Anno      | Squadra        | PG | PT | MP   | TC%  | 3P%  | TL%  | RP  | AP  | PRP | SP  | PP   |
| --------- | -------------- | -- | -- | ---- | ---- | ---- | ---- | --- | --- | --- | --- | ---- |
| 2021-2022 | Amburgo Towers | 8  | 0  | 18,5 | 35,3 | 28,1 | 82,1 | 1,4 | 2,9 | 0,6 | 0,0 | 11,5 |
| Carriera  | Carriera       | 8  | 0  | 18,5 | 35,3 | 28,1 | 82,1 | 1,4 | 2,9 | 0,6 | 0,0 | 11,5 |

## Palmarès
- NBA Summer League: 1

Sacramento Kings: 2014
- Finals MVP NBA Summer League Las Vegas (2014)